# Tărhăuș (Trotuș)
Il fiume Tărhăuș è un affluente del fiume Trotuș in Romania.